# Rektascenze
Rektascenze je astronomická souřadnice, která udává úhel mezi rovinou deklinační kružnice dotyčného objektu (bodu) a rovinou deklinační kružnice procházející jarním bodem. Rektascenze se zpravidla neuvádí ve stupních, ale v hodinách, minutách a sekundách. Tento čas uvádí, za jak dlouho po jarním bodu projde měřený bod stejným místem z pohledu pozorovatele.